# Q65
I Q65 furono un gruppo musicale olandese di genere  garage rock-blues attiva dal 1965 al 1972 noto particolarmente in patria.

## Storia del gruppo
Negli anni sessanta c'erano molte killer beat band nei Paesi Bassi. Molti fan del garage anni '60 facevano parte di queste band, tra cui i Q65 e i The Outsiders. Il gruppo fu fondato all'inizio del 1965 quando il chitarrista Joop Roelofs e Frank Nuyens decisero di fondare un band con il cantante Willem Bieler. Per aromatizzare il loro sound vengono chiamati il bassista Peter Vink e il batterista Jay Baar, entrambi ex membri di un'altra blues-band chiamata Leadbelly's Limited. Sembrerebbe che sia stato Roelofs a uscire con il curioso nome della band Q65, prendendo spunto da due classici dei Rolling Stones: Susie Q e Route 66. Tuttavia Q66 non suonava bene, così fu cambiato in Q65.
La band fu influenzata dal sound misterioso delle band indonesiane presenti nei Paesi Bassi. Nonostante ciò furono spesso frettolosamente classificati come il corrispettivo olandese dei Pretty Things. Ma Peter Vink disse: "Noi siamo stati influenzati dall'R'n'B, da Sam and Dave, Wilson Pickett, Otis Redding... non dai Pretty Things".
Nel febbraio del 1966 pubblicarono il primo singolo You 're the Victor, che si piazzò all'undicesimo posto nelle classifiche olandesi e restò in classifica per 13 settimane. Il secondo singolo fu The life I live, tuttora la loro più famosa canzone, in cui esprimono appieno il loro sound caratteristico. Avendo avuto un discreto successo, decidono di fare un tour a Londra nei locali e nei pub. Non riuscirono ad ottenere il permesso di lavoro e furono così costretti a tornare in patria. Lo stesso anno uscì il loro album Revolution, un piccolo capolavoro. L'anno successivo, dopo un'intensa attività concertistica, pubblicarono un altro ottimo lavoro, l'EP Kjoe Blues .
Negli anni successivi la band procede tra un successo sempre maggiore, all'interno del paese e anche fuori,  e sempre più problemi, tra cui l'uso di droghe leggere da parte di Jay, Frank e Peter. Ma i problemi maggiori riguardano il formazione della band: infatti per vari motivi subisce numerose variazioni, più o meno temporanee. Tutto il materiale uscito sui singoli e sugli Ep di questo periodo viene raccolto in un disco pubblicato nel 1969 e presentato come secondo album del gruppo (anche se non si tratta di un seguito meditato a Revolution), ossia Revival. Nell'album sono presenti, oltre alle canzoni scritte in precedenza, alcuni inediti che però, un po' sorprendentemente, lasciano a desiderare.
È l'inizio di un lento declino, che si fa più eccentuato con la decisione di cambiare leggermente genere. We're Gonna Make It , del 1971, ne è la prova: un disco non all'altezza delle aspettative, il preludio dello scioglimento del 1972.
Il gruppo torna a suonare insieme nel 1980 per una serie di tournée locali, ma si scioglierà di nuovo entro un anno.

## Formazione
- Frank Nuyens - chitarra
- Jay Baar - batteria
- Joop Roelofs  - chitarra
- Peter Vink - basso
- Willem Bieler - armonica a bocca, voce
- Beer Klaasse - batteria (dal 1970)

## Discografia
Album
- Revolution (Album, Decca, 1966)
- Kjoe Blues (Ep, Parlophone, 1967)
- Revival (Album, Parlophone, 1969)
- Afghanistan (Raccolta, Negram, 1970)
- We're Gonna Make It (Album, Negram, 1971)

Raccolte
- Afghanistan: The Negram Years 1970-1971 (Pseudonym, 1992)
- The Complete Collection 1966/1969 (Mercury, 1993)
- Singles A's & B's (2005)